# ルー・グラム
ルー・グラム（Lou Gramm、本名: ルイス・アンドリュー・グラマティコ、1950年5月2日 - ）は、アメリカ人のロック・ボーカリストで、ロック・バンド、フォリナーの多くの曲を共作し、リード・ボーカルを担当したことで知られている。また、ソロ活動でも成功している。ルーは、「つめたいお前」、「ガール・ライク・ユー」、「アイ・ウォナ・ノウ」、「ウィズアウト・ユー」やソロのヒット曲「ミッドナイト・ブルー」など、多くのトップ40入りした楽曲のボーカリストである。2009年には、ルー・グラム・バンドがクリスチャン・ロックの同名アルバムをリリースした。

## 来歴

### フォリナー結成前
ルー・グラムは、ニューヨーク州ロチェスターで、歌手のニッキ（マセッタ）と、バンドのリーダーでありトランペット奏者のベニー・グラマティコの息子として生まれた。彼はロチェスターのゲーツ・チリ・ハイスクールを1968年に卒業、その後、ロチェスターのモンロー・コミュニティ・カレッジも修了している。
彼の両親は共にイタリア（シチリア）系であった。
ルーは、10代半ばから音楽活動を始め、セント・ジェームズ・インファーマリー（後にジ・インファーマリーに改名）や、PHFFTなど、ロチェスターの地元のバンドでプレイした。後に、地元バンド、プア・ハートでハーモニー・ボーカルを歌っている。ルーは、ボーカルやドラムの演奏を続け、最終的にはバンド、ブラック・シープのフロントマンとなる。ブラック・シープは、クリサリス・レコードと契約した最初のアメリカのバンドであり、1973年に最初のシングル「Stick Around」をリリースしている。ブラック・シープは、もともとナイアガラ・ストリートやヘーテル・アベニューのマックヴァンなど、ニューヨーク州ロチェスターやバッファローのナイトクラブで演奏していた。これはすぐに小さな成功を得、ブラック・シープは、キャピトル・レコードと契約して、『ブラック・シープ登場』 (1974年) と『黒い羊の群れ!』 (1975年) の2枚のアルバムをリリースし、これも成功した。彼らは、1975年のクリスマスイブにキッスの前座を行うが、ショウの終了後、ニューヨーク州高速道路で機材を積んだトラックが氷によって倒れる事故が起こり、バンドは機材車だけでなく機材の85%を失い、ツアーを中止する。そして、ライブでアルバムの費用を得ることができず、ブラック・シープは解散に至った。トラック事故からほどない1976年初頭、スプーキー・トゥースとしてロチェスターで公演していたミック・ジョーンズに会う機会を得たルーは、ブラック・シープのファースト・アルバムをミックにプレゼント。新しいバンドのリード・ボーカリストを探していたジョーンズはルーに注目し、オーディションを経て彼を招き入れた。

### フォリナーと全盛期
オーディションのためニューヨークへ向かったルー・グラマティコは、ルー・グラムへと改名。また、バンド名も「トリガー (Trigger)」からフォリナーに変更、ルーは1970年代後半から1980年代に最も成功したロック・ボーカリストの1人となった。『サーカス』誌は、1978年の「ホット・ブラッディッド」のリリースに際し、ルーの声はロバート・プラントが妬むかもしれないとコメント。彼のユニークなボーカルは、フォリナーをビルボードの史上最も偉大なアーティスト100に押し上げた。
ルーは、「衝撃のファースト・タイム」、「つめたいお前」、「ロング、ロング・ウェイ・フロム・ホーム」、「ホット・ブラッディッド」、「ダブル・ヴィジョン」、「蒼い朝」、「ヘッド・ゲームス」、「ダーティ・ホワイト・ボーイ」、「アージェント」、「ジューク・ボックス・ヒーロー」、「ブレーク・イット・アップ」、「セイ・ユー・ウィル」など、フォリナーのヒット曲の全てでリード・ボーカルを担当している。また、バンドの多くの曲を共作しており、バラードで大ヒットした「ガール・ライク・ユー」（アメリカで1981年-1982年に10週間連続2位）、「アイ・ウォナ・ノウ」（1985年にイギリス、アメリカなどで1位）の2曲もこれに含まれる。彼らの最初の8つのシングルは、ビルボードの20位入りし、この記録を成し遂げたのは、ビートルズ以来である。
ルーとミックはチャートで多くのヒットを飛ばしたが、音楽性の理由等で衝突することも度々あった。成功を収めたセカンド・アルバム『ダブル・ヴィジョン』以降、バンドはメンバーチェンジを繰り返すことになる。3作目のアルバム『ヘッド・ゲームス』発表後には、メンバーは6人から4人となる。ルーがフォリナーと彼の仕事の最高点にあると評した4作目のアルバム『4』は、ドラムとギターによる純粋なロック要素を残した内容となった。これに対しミックは1980年代当時の売れ筋であったシンセサイザー・バラードのスタイルにこだわる等、ふたりの音楽の方向性に開きが生じた。このため次のアルバム『プロヴォカトゥール (煽動)』では、調整役としてトレヴァー・ホーンやアレックス・サドキンといった共同プロデューサーを迎え入れた。

### 1980年代後半 - 1990年代
1987年まで、フォリナーの内部衝突が続いた。この状態にピリオドを打ったのが、ルーの最初のソロ・アルバム『レディ・オア・ノット』のリリースであり、批評家から高評価を受け、「ミッドナイト・ブルー」は5位のヒットシングルとなった。彼は、1987年のホラー映画『ロストボーイ』のサウンドトラックのために「Lost In The Shadows」を提供した。この後、1987年後半にフォリナーのアルバム『インサイド・インフォメーション』をリリースし、ビルボードのアルバムチャートでは15位となった。収録曲の「セイ・ユー・ウィル」は、この年の終わりにリリースされ、1988年の最初に6位に達し、続く「ウィズアウト・ユー」も5位、アダルト・コンテンポラリー・チャートでは春に1位となった。3番目のシングル「ハート・ターンズ・トゥ・ストーン」は、夏に56位に達した。セカンド・ソロ・アルバム『ロング・ハード・ルック』には、10位入りした「ユー・アンド・ミー」や40位に達した「トゥルー・ブルー・ラヴ」が収録されている。
ソロの成功によって自信をつけ、ミック率いるフォリナーの方向性とますます溝が深まったことにより、ルーは、『ロング・ハード・ルック』のツアーのため、1990年5月にグループを離脱し、スティーヴ・ミラー・バンドのオープニングを務めたり、友人や元ブラック・シープのベーシスト、ブルース・ターゴンと共に1990年代後半にシャドウ・キングを結成したりした。この新しいグループの同名アルバムは、1991年にアトランティック・レコードからリリースされた。ポジティブなレビューにもかかわらず、グループはまとまりに欠けていた。また、新しいプロジェクトを維持するのに必要なマーケティングやプロモーションがなかった。そのため、シャドウ・キングはしばらくして解散することになった。同年、フォリナーはアルバム『アンユージュアル・ヒート』をリリースし、ボーカリストにジョニー・エドワーズを立てたが、前作と比較して失敗に終わった。
エドワーズは、フォリナーのファンに広くは認められず、ミック・ジョーンズのコンタクトによって、ルーが1992年4月にグループへ復帰することに同意し、コンピレーション・アルバム『アンド・ビヨンド (ベスト・オブ)』のために3曲の新曲が録音された。ルーは、ブルース・ターゴンもフォリナーのラインナップに加えている。
1992年、前年度の終わりにリハビリによる制限を完了した際に、ルーはボーン・アゲイン・クリスチャンと呼ばれる新生キリスト教徒となった。「ロックンロールの生活に疲れ、とても充実していると感じなくなった。僕は、悪い様々な習慣の餌食になっていた。自分自身の自制心と精神力が十分でなかったと明らかになったので、カトリック教徒になってやり直したい。僕は長年、答えはもっと深い何かということを知っていた」。
1994年、フォリナーはアルバム『Mr.ムーンライト』をアリスタ・レコードからリリースし、1995年にはアメリカ盤もリズム・サファリ・レーベルからリリースされた。これは、ヨーロッパでは成功を収めたが、世界的な売り上げやアメリカでの人気は得られなかった。「アンティル・ジ・エンド・オブ・タイム」は、アダルト・コンテンポラリー・ラジオへ入った。
1996年、ミックはルーに、オーストラリアの歌手、ティナ・アリーナがカバーする『アイ・ウォナ・ノウ』のコーラスに加わるように求めた。この曲は、ヨーロッパ全体で、再び大きなヒットとなった。
1997年4月、クリスチャン・ロック・バンド、ペトラの『Petra Praise 2: We Need Jesus』にボーカルを提供した2ヶ月後、バンドが日本ツアーを終える予定だった前夜、ルーは頭蓋咽頭腫と呼ばれる脳腫瘍の一種と診断された。腫瘍は良性だったが、この手術によって、彼は脳下垂体を痛めた。さらに、リハビリは彼に負担を与え、体力や声に影響することとなった。彼は病気の間も、1998年までミックと仕事を続けており、サマー・フェスティバルや小さな会場でフォリナーのツアーに復帰した。

### 2000年代 - 現在
徐々にルーの健康や体力は回復した。ルーは、2003年に再びフォリナーを脱退し、ルーと、兄弟のベン・グラム（ドラム）、リチャード・グラム（ベース）、友人のドン・マンキューソ（ギター）、アンディ・ノル（キーボード）で、フォリナー時代のルーの曲を演奏し、さらにソロ活動や、2004年1月からはアメリカ、カナダ、メキシコのツアーを遂行した。
ルー・グラム・バンドのクリスチャン・ロック・アルバムは、2009年6月7日に、スペクトラ・レコードを通じて、アメリカでリリースされた。クリスチャン・ロック・アルバムは、あまり受け入れられず、ルーは宣伝の少なさを指摘した。
2012年には、バンド名を「ルー・グラム・ザ・ヴォイス・オブ・フォリナー」に変更し、フォリナーのヒット曲を多く演奏し続けたが、オリジナル・メンバーのうち2人は脱退した（リチャード・グラムはベースとしてADジンマーへ、ドン・マンキューソはリードギターとしてマイケル・スティアトウへと移った）。現在もこのラインナップで活動している。
ミックとルーは、2013年6月13日にソングライターの殿堂入りした。

## ディスコグラフィ

### リーダー・アルバム
| レディ・オア・ノット Ready Or Not     | - リリース: 1987年2月14日 - レーベル: アトランティック・レコード - フォーマット: CD、カセット  | 27 | 24 |
| ロング・ハード・ルック Long Hard Look | - リリース: 1989年10月13日 - レーベル: アトランティック・レコード - フォーマット: CD、カセット | 85 | 44 |
| ルー・グラム・バンド Lou Gramm Band   | - リリース: 2009年6月2日 - レーベル: Spectra Records - フォーマット: CD、音楽ダウンロード      | —  | —  |
| "—" チャート未達成                    |                                                                                                |    |    |

### シングル
| 年   | 曲                                             | US Hot 100 | US MSR | US A.C. | UK | 収録アルバム           |
| ---- | ---------------------------------------------- | ---------- | ------ | ------- | -- | ---------------------- |
| 1987 | ミッドナイト・ブルー - "Midnight Blue"         | 5          | 1      | -       | 82 | レディ・オア・ノット   |
| 1987 | レディ・オア・ノット - "Ready or Not"          | 54         | 7      | -       | -  | レディ・オア・ノット   |
| 1989 | ユー・アンド・ミー - "Just Between You and Me" | 6          | 4      | 4       | -  | ロング・ハード・ルック |
| 1990 | トゥルー・ブルー・ラヴ - "True Blue Love"      | 40         | 23     | -       | -  | ロング・ハード・ルック |

### ブラック・シープ
- 『ブラック・シープ登場』 - Black Sheep (1974年)
- 『黒い羊の群れ!』 - Encouraging Words (1975年)

### フォリナー
- 『栄光の旅立ち』 - Foreigner (1977年)
- 『ダブル・ヴィジョン』 - Double Vision (1978年)
- 『ヘッド・ゲームス』 - Head Games (1979年)
- 『4』 - 4 (1981年)
- 『ベスト・オブ・フォリナー』 - Records (1982年) ※コンピレーション
- 『プロヴォカトゥール (煽動)』 - Agent Provocateur (1984年)
- 『インサイド・インフォメーション』 - Inside Information (1987年)
- 『ベリー・ベスト・オブ・フォリナー』 - The Very Best Of Foreigner (1992年) ※コンピレーション
- 『アンド・ビヨンド (ベスト・オブ)』 - The Very Best Of...And Beyond (1992年) ※コンピレーション
- 『クラシック・ヒッツ・ライヴ』 - Classic Hits Live (1993年) ※ライブ
- 『Mr.ムーンライト』 - Mr. Moonlight (1994年)

### プア・ハート
- Poor Heart Featuring Lou Grammatico (1987年) ※1970年録音。ルー・グラム名義での『Foreigner in a Strange Land』等、別名でもリリースあり

### シャドウ・キング
- 『シャドウ・キング』 - Shadow King (1991年)

### 参加アルバム
- リバティ・アンド・ジャスティス : Welcome To The Revolution (2001年) ※1曲のみ参加
- ドン・マンキューソ : D: Drive (2005年)